# Le Printemps (Bouguereau)
Le Printemps est l'une des peintures les plus célèbres de William-Adolphe Bouguereau peinte en 1886. Elle fait actuellement partie de la collection du Joslyn Art Museum à Omaha dans le Nebraska, qui l'a acquise en 1951 à la suite de la donation de Francis T.B Martin. Le tableau est apporté à Omaha peu de temps après que George W. Lininger l'achève. Lininger est collectionneur d'art, propriétaire d'une galerie privée qui ouvrait régulièrement gratuitement.  
Le tableau est attaqué physiquement à deux reprises — en 1890 et en 1976. Les deux fois, les dommages sont minimes et causés par des agresseurs offensés par la nudité du tableau. 
Une réplique de l'œuvre apparaît dans Le Temps de l'innocence, film de 1993, alors que sa trame se déroule dans les années 1870, soit des années avant que l'œuvre ne soit peinte.